# 75 Wall
Le 75 Wall est un gratte-ciel de 143 mètres de hauteur construit à New York aux États-Unis en 1987 dans le district financier de New York.
À l'origine l'immeuble hébergeait des bureaux et a été transformé de 2008 à 2010 sous la direction de SLCE Architects en immeuble de 350 logements sur les 24 plus hauts étages et sur les étages restants, en hôtel de 250 chambres de la chaîne Hyatt Andaz Hotel.
L'architecte est l'agence Welton Becket and Associates.